# Ricaurte (Magdalena)
Ricaurte es un centro poblado colombiano del municipio de Guamal, ubicado en el extremo más meridional del departamento de Magdalena; se encuentra a 285 km de la capital Santa Marta.  
Ricaurte se ubica al lado más occidental del municipio de Guamal, en límites con el municipio de San Sebastián. Su territorio ocupa una ubicación privilegiada al encontrarse a orillas del cuerpo de agua dulce más importante de la zona, la ciénaga la Rinconada. 
La temperatura promedio oscila entre los 35 °C, cuenta con periodos de lluvias más prolongados en los meses de abril y octubre. Su época de verano más extensa empieza en el mes de diciembre hasta el mes febrero de cada año.

## División
El centro poblado Ricaurte cuenta actualmente con 9 subdivisiones, a saber: San Agustín, 20 de Mayo, Sinaí, Los Guapos, Barrio central, el puerto, Todos van, Las Avispas, Los Olivos y el denominado Barrio los Turcos.
Este último está ubicado más al lado occidental, en cercanías con la ciénaga la Rinconada.

## Descripción general
Ricaurte es un centro poblado del departamento del Magdalena, al norte de Colombia, a orillas del río Magdalena en el brazo que circunda por la periferia o margen derecha del municipio de Guamal (Magdalena). Actualmente cuenta con el 8% de los habitantes de la zona rural, es decir, 1.683 de los 21.040, según datos del 2009 de la alcaldía municipal.
Ricaurte por el lado occidental, circunda con la ciénaga la Rinconada, uno de los espejos de aguas más grandes del municipio, en la cual se encuentra la Isla de Pava, una porción de terreno de unos 45 Hectáreas de propiedad privada.
Limita al norte con los centro poblados de Venero y María Antonia (municipio de San Sebastián de Buenavista), al sur con Hatoviejo (Magdalena).

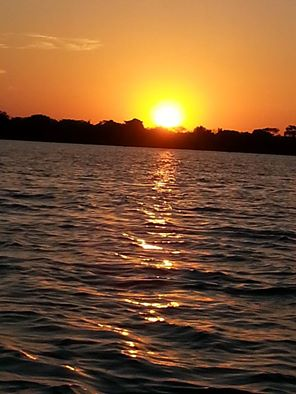
Espejo de agua dulce más importante del municipio.

## Economía
La base principal de la economía de Ricaurte (Magdalena) es la ganadería, seguida de cultivos transitorios y la pesca artesanal. 
La ganadería: como la actividad económica más representativa, debe su existencia al comercio del ganado en mercados como: Barranquilla, Santa Marta, Medellín y Bucaramanga. Actualmente, la ocupación de terrenos para desarrollar está actividad puede oscilar entre las 1.500 y 5.000 hectáreas, aproximadamente. 
Las especies que más sobresalen son ganado bovino, vacuno, porcino, caballos y asnal. Normalmente se utiliza el sistema de explotación de libre pastoreo o ganadería extensiva. En cuanto a la producción de carne y leche hay un gran potencial, destacándose centros de acopio ubicados en la cabecera municipal de Guamal, municipios como El Banco (Magdalena) y Mompox Bolivar.
La población se ha destacado por ser un gran productor y comercializador de productos lácteos como el queso y suero costeño, distribuidos internamente y hacia las principales ciudades de Colombia. 
Los principales productos cosechados son: maíz, yuca y naranja, otros en menor cuantía como Sandía, limones y melones, cosechas que ayudan a la economía familiar a lo largo del año. 
La pesca, otra importante actividad desarrollada sobre las aguas de la ciénaga la Rinconada,  actividad de menor cuantía que permite de manera artesanal obtener este alimento para la economía familiar. Sin embargo, pobladores de comunidades vecinas del municipio de San Sebastián de Buenavista son quienes desarrollan esta labor como forma de ingreso para sus hogares.

## Servicios Públicos
Ricaurte, es apenas unos de los dos centros poblados del municipio que cuenta con acceso al servicio de alcantarillado y agua potable. La cobertura en el centro poblado alcanza el 100%, en ambos servicios, administrados por la comunidad, bajo la modalidad de concesión comunitaria. 